# Борки (Боровицкий сельсовет)
Борки (бел. Бо́ркі) — деревня в Кировском районе Могилёвской области Беларуси. Расположена в 65 км от Могилёва. Входила в 1929 г. в состав ныне упразднённого Грибовецкого сельсовета, по состоянию на 2017 г. входит в состав Боровицкого сельсовета.

## История
Впервые упоминается в XVIII веке.
В 1880 году в д. Борки работали поташные заводы Арона Брука, которому принадлежал, также расположенный на территории деревни, дегтярный завод.
В конце XIX века на её территории находилась мельница. Самым распространённым видом промысла было изготовление предметов из лыка и коры, также на территории деревни был развит бондарный вид промысла.
До конца 90-х лет XIX века во многих деревнях на Кировщине были открыты однолетние школы грамоты, в том числе и в д. Борки (1890 г.). В Борках школа помещалась в наёмном доме, где обучалось 14 мальчиков, учителем был крестьянин Феодосий Касперов.
В д. Борки находится могила жертв фашизма, где похоронено 1800 жителей д. Борки и прилегающих к ней посёлков и деревень, которые погибли во время карательной операции штурмбанфюрера СС Оскара Пауля Дирлевангера против мирного населения 15.06.1942.
В 1977 г. установлен памятник — скульптура воина и девушки, которая возлагает цветы. На памятнике имеется мемориальная доска с текстом: Вечная память гражданам д. Борки замученным немецко-фашистскими захватчиками 15 июня 1942 года. Погибло 1800 человек.
В 2005 году в деревне построена часовня в честь иконы Божьей Матери «Взыскание погибших».
В 2008 году — стена «Памяти сожженных деревень Могилевской области», где указаны 112 уничтоженных деревень Могилёвской области. Среди них 20 населённых пунктов Кировского района. Стену опоясывает конструкция с колоколами.
До Великой Отечественной войны в д. Борки и 6-ти прилегающих поселках (Пролетарский, Дзержинский, Красный Пахарь, Закриничье, Долгое Поле, Хватовка) насчитывалось около 300 дворов. В деревне и посёлках проживало 1 738 человек. Посёлки Хватовка, Долгое Поле, Закриничье, Красный Пахарь, Пролетарский, Дзержинский после войны не возродились, сегодня их названия увековечены на «Кладбище деревень» государственного мемориального комплекса «Хатынь», название Борок нанесено на элемент «Деревья жизни» в числе других деревень возрождённых после войны.

## Культура
- Борковский сельский клуб-музей

## Достопримечательность
- Могила Героя Советского Союза Ф. И. Ковалёва
- Мемориальный комплекс "Памяти сожжённых деревень Могилёвской области"[4][5][6]
  - Часовня в честь образа Божьей Матери.

## В литературе
Карательная операция, проведённая в Кировском районе, стала основой для повести Алеся Адамовича «Каратели».